# Microgrado
En el ámbito de la Educación Superior, un microgrado, micro grado o micromaster es una credencial centrada en una disciplina profesional o de carrera específica. Por lo general, comprende una o más fuentes de experiencias educativas aceleradas. Los microgrados son una ejemplo único de Enseñanza Basada en las Competencias (CBE) que busca vincular la acreditación a conjuntos de habilidades específicas.
Las microcredenciales, incluyendo los microgrados, actúan como un indicador de los criterios y la demostración de las habilidades representadas por las mismas. Debido a que las credenciales se presentan en formato digital, pueden ser analizadas automáticamente para su verificación a través de la web y permiten un nivel más grande de granularidad que una transcripción tradicional en papel. Los microgrados cumplen con los criterios de los Datos Educativos Abiertos definidos por el Departamento de Educación de EE.UU.
Dentro de la jerarquía de credenciales educativas, los microgrados están considerados como "certificados" que requieren un nivel más bajo de compromiso y rigor que un programa de grado tradicional, pero jugando una función importante como credencial vocacional.
El advenimiento del microgrado es presentado por sus promotores como un desafío al actual modelo de grado, ya que concede a los estudiantes el uso de programas acelerados, gratuitos o de bajo coste para ganar credenciales directamente relacionadas con sus intereses y ambiciones profesionales.
Los microgrados y otras microcredenciales también son vistos como un sistema para facilitar y registrar el aprendizaje permanente. Un porcentaje significativo de estudiantes de microgrados son trabajadores adultos que buscan bien sea un cambio de carrera o un avance profesional.
Algunas instituciones que ofrecen programas de microgrado se describen como "Micro Universidades".
En los últimos años,las plataformas MOOC han comenzado a  expandir su oferta de microcredenciales como sustitutos viables, llegando incluso a ofrecer un modelo educativo mixto. Tales programas permiten a los graduados de los respectivos programas de microcredenciales tener un período de residencia reducido en las universidades tradicionales. Es el caso de universidades como el MIT, la cual comenzó admitiendo un primer lote de estudiantes de Administración de la cadena del suministro en un período de residencia de 5 meses, a través de su iniciativa de aprendizaje combinado en la plataforma edX con el lanzamiento de su programa Micromasters.